# Вараждинский Апостол
Вараждинский Апостол (серб. Вараждински апостол) — рукописная средневековая книга, созданная в 1454 году в хорватском городе Вараждин по заказу супруги графа Ульриха Цельского Катерины Бранкович, дочери сербского деспота Георгия Бранковича и его жены Ирины Кантакузины. Книга написана кириллицей на сербском изводе церковнославянского языка (так называемом сербославянском языке) в ресавской орфографии. Первая часть имеет также примесь рашской орфографии, а вторая — святогорской. Предположительно, над книгой работали три переписчика. Это старейшая сербославянская книга, написанная на территории нынешней Хорватии.
К 550-й годовщине создания книги Музеем Сербской православной церкви в Белграде и Музеем Загребско-Люблянской митрополии издана её репринтовая копия, а также критический труд по теме. Репринтовое издание напечатано в Типографии Сербской православной церкви тиражом 300 экземпляров. Экземпляры издания были подарены патриарху Сербскому Павлу, президенту Хорватии Степану Месичу, Народной библиотеке Смедерева, городскому архиву Целе, патриарху Московскому и всея Руси Алексию II и митрополиту Волоколамскому Илариону.
Оригинал книги хранится в Музее Сербской православной церкви в Белграде.